# شپشک‌های علم‌دار
شپشک‌های علم‌دار (نام علمی: Ortheziidae) نام یک تیره از بالاخانواده شپشک است.